# Szent Péter és Pál apostolok fatemplom (Zold)
A zoldi Szent Péter és Pál apostolok fatemplom műemlékké nyilvánított épület Romániában, Temes megyében. A romániai műemlékek jegyzékében az  TM-II-m-A-06299 sorszámon szerepel.

## Leírása
A templom hajója kelet felé sokszög alakú apszisban végződik. A tölgyfagerendából ácsolt falak az 1969-es restaurálás óta alacsony kőtalapzaton helyezkednek el. A tetőt és a pronaosz feletti tornyot zsindely fedi, úgyszintén a torony barokk ihletésű gombjait is. A boltozatot és a belső falakat teljes egészében festmények borítják. A naosz és az apszis déli falán több fogadalmi kereszt található.